# Coalición Equipo por Colombia
La Coalición Equipo por Colombia, conocida popularmente como la Coalición de la Experiencia o la Coalición de las Regiones, fue una coalición electoral colombiana. Estuvo compuesta principalmente por movimientos y partidos políticos conservadores con miras a las elecciones presidenciales de 2022. Esta coalición fue lanzada el 19 de noviembre de 2021, mediante una rueda de prensa en donde participaron varios líderes políticos (Federico Gutiérrez, Alejandro Char, Juan Carlos Echeverry, Enrique Peñalosa, Dilian Francisca Toro y Aydeé Lizarazo).

## Misión
- Crear un gobierno con carácter, capacidad técnica y responsabilidad con la ciudadanía que buscar ponerle freno a la amenaza del populismo de izquierda evidente en las últimas elecciones presidenciales.[8]
- Enfrentar las dificultades económicas de Colombia a través del combate a la pobreza que trajo consigo la pandemia con el lema de la lucha contra la desigualdad social, la generación de más y mejores empleos y garantizar el enfoque en las regiones.[9]
- Impulsar la recuperación de la navegabilidad de los ríos y de las vías férreas; con la triplicación de la inversión en vías terciarias para que los campesinos y emprendedores del campo, tengan condiciones para producir sus tierras.[10]
- Presentar listas al Senado de la República y a la Cámara de Representantes en las Elecciones legislativas del 13 de marzo de 2022 con listas abiertas por el Partido de la Unión por la Gente (PUG), el Partido Conservador Colombiano (PCC) y el Partido Político MIRA (PPM).
- Ganar la presidencia en las elecciones presidenciales del 29 de mayo de 2022 (primera vuelta), y dado el caso, en las del 19 de junio de 2022 (segunda vuelta).[8]

## Objetivos
En noviembre de 2021, la coalición presentó los llamados principios y objetivos fundamentales bajo los que se regirá su propuesta.
1. Cero corrupción.
2. Garantizar la seguridad.
3. Generar más y mejores empleos.
4. Crecer protegiendo el medio ambiente.
5. Derrotar la pobreza y la desigualdad en todas las regiones.

## Historia

### Formación
Con miras a las legislativas y presidenciales, varios líderes y lideresas políticas realizaron una rueda de prensa el 29 de octubre de 2021, donde se presenta oficialmente a la coalición. Entre los líderes destacan Federico Gutiérrez, Alejandro Char, Juan Carlos Echeverry, David Barguil, Enrique Peñalosa y Dilian Francisca Toro. El bloque se plantea la misión de presentar listas abiertas de frente a las elecciones legislativas de Colombia, en la cual por medio de la separación de partidos logre atraer la mayor cantidad de votantes, así obtener una mayoría en el congreso y una candidatura que pueda llegar a la presidencia de la República.
Entre los partidos fundadores están Creemos Colombia, País de Oportunidades, Vamos Pa'Lante con Echeverry, Partido Conservador Colombiano, Partido Político MIRA y el Partido de la Unión por la Gente. Posteriormente con la intención de ampliar la coalición, se formaron mesas de diálogos con distintos partidos como el Partido Liberal Colombiano, el Partido Cambio Radical y el Centro Democrático.
Con la decisión del partido Alianza Verde de dejar a sus militantes en total libertad para apoyar a su candidato presidencial de preferencia, varios de sus integrantes dieron su apoyo a la coalición Equipo por Colombia, uno de estos es la ahora fórmula vicepresidencial de Gutiérrez el exalcalde de Neiva y médico cirujano, Rodrigo Lara Sánchez. Además con el aumento de popularidad de la coalición, se integraron y dieron su apoyo diferentes políticos del país, algunos de estos vienen luego de los resultados legislativos del 13 de marzo. Políticos como Miguel Uribe Turbay, María Fernanda Cabal, Paloma Valencia, Ernesto Macías Tovar y Óscar Iván Zuluaga de la base del uribismo han abiertamente apoyado a la candidatura de la coalición luego de la renuncia a la aspiración presidencial de Zuluaga, a pesar de que el partido Centro Democrático no estableció el apoyo oficial. Sucede de forma similar con los congresistas y partidarios de Cambio Radical como, Carlos Fernando Motoa, Luis Felipe Henao, entre otros.

### Consulta interpartidista
El 19 de noviembre de 2021 mediante una rueda de prensa los precandidatos oficializaron la creación de una coalición de centroderecha a derecha en la que lucharían por los intereses comunes de Colombia, estableciendo reglas de juego para la consulta, un decálogo programático de cinco principios y objetivos fundamentales. Compuesto por partidos y movimientos políticos como Creemos Colombia, el movimiento País de Oportunidades, el partido de la Unión por Gente, el partido Conservador Colombiano y el partido político MIRA quienes inicialmente se agruparon bajo el nombre de Coalición de la Experiencia o también conocida como Coalición de las Regiones. Esta coalición cuenta con las aspiraciones presidenciales del ingeniero civil, exalcalde y exconcejal de Medellín, Doctor Federico Gutiérrez, el exalcalde de Barranquilla y exgobernador del  Atlántico Alejandro Char, el financista, internacionalista y senador David Barguil, la exconcejal de Armenia y senadora Aydeé Lizarazo y el exalcalde Mayor de Bogotá Enrique Peñalosa. Luego de la decisión de la Alianza Verde de dejar a sus militantes en libertad para escoger candidato presidencial, el exalcalde de Neiva, Rodrigo Lara Sánchez se adhirió a esta coalición como fórmula a la vicepresidencia de Gutiérrez. Además la imposibilidad del partido Centro Democrático en frenar la participación de la militancia en las consultas interpartidistas del 13 de marzo de 2022, provocaron que varios congresistas de la bancada como Margarita Restrepo, Carlos Felipe Mejía, Ernesto Macías Tovar, Paloma Valencia, entre otros, oficializaron su apoyo a la candidatura de Federico Gutiérrez, luego de la renuncia del candidato único del partido, Óscar Iván Zuluaga el 14 de marzo de 2022.

## Composición
Partidos y movimientos políticos que componen a la Coalición Equipo por Colombia:

### Miembros
| Partido - Movimiento | Partido - Movimiento | Partido - Movimiento                                   | Siglas | Líder/Presidente      | Precandidato       | Espectro político       | Ideología Política                      |
| -------------------- | -------------------- | ------------------------------------------------------ | ------ | --------------------- | ------------------ | ----------------------- | --------------------------------------- |
|                      |                      | Movimiento Creemos Colombia Creemos Colombia           | MCC    | Federico Gutiérrez    | Federico Gutiérrez | Centroderecha a derecha | Liberalismo económico[cita requerida]   |
|                      |                      | Movimiento País de Oportunidades País de Oportunidades | MPO    | Alejandro Char        | Alejandro Char     | Centroderecha           | Liberalismo conservador[cita requerida] |
|                      |                      | Partido Conservador Colombiano Partido Conservador     | PCC    | Omar Yepes Alzate     | David Barguil      | Centroderecha a derecha | Conservadurismo social                  |
|                      |                      | Partido Político MIRA Partido MIRA                     | MIRA   | Carlos E. Guevara     | Aydeé Lizarazo     | Centroderecha a derecha | Democracia cristiana                    |
|                      |                      | Partido de la Unión por la Gente Partido de la U       | PUG    | Dilian Francisca Toro | Enrique Peñalosa   | Centroderecha a derecha | Liberalismo conservador                 |

### Apoyo a la coalición
| Partido - Movimiento | Partido - Movimiento | Partido - Movimiento                                                           | Siglas | Líder/Presidente       | Espectro político                                | Ideología Política                               |
| -------------------- | -------------------- | ------------------------------------------------------------------------------ | ------ | ---------------------- | ------------------------------------------------ | ------------------------------------------------ |
|                      |                      | Movimiento Vamos Pa'Lante con Echeverry Pa'Lante con Echeverry                 | MVP    | Juan Carlos Echeverry  | Centroderecha                                    | Liberalismo económico[cita requerida]            |
|                      |                      | Partido Liberal Colombiano Partido Liberal                                     | PLC    | César Gaviria Trujillo | Centroderecha a centroizquierda                  | Socialdemocracia                                 |
|                      |                      | Partido Centro Democrático Centro Democrático                                  | CD     | Álvaro Uribe Vélez     | Centroderecha a extrema derecha                  | Uribismo                                         |
|                      |                      | Partido Cambio Radical Cambio Radical                                          | CR     | Germán Vargas Lleras   | Centroderecha a derecha                          | Conservadurismo social                           |
|                      |                      | Empresarios Unidos por Colombia Empresarios Unidos                             | EUC    | Mario Hernández        | Las categorías NO aplican (no es un partido/mov) | Las categorías NO aplican (no es un partido/mov) |
|                      |                      | Reservas de las Fuerzas Militares y Policía Reservistas Militares y Policiales | RFMP   | Jorge Mora Rangel      | Las categorías NO aplican (no es un partido/mov) | Las categorías NO aplican (no es un partido/mov) |
|                      |                      | Deportistas con Fico Gutiérrez Deportistas con Fico                            | DFGP   | Egan Bernal            | Las categorías NO aplican (no es un partido/mov) | Las categorías NO aplican (no es un partido/mov) |

## Candidaturas
La coalición fue conformada por cinco precandidatos a la presidencia de Colombia, que se enfrentarían en una consulta el 13 de marzo para definir un candidato oficial.
| Partido o movimiento | Partido o movimiento | Partido o movimiento                                        | Fórmula presidencial | Fórmula presidencial                                    | Cargos públicos                        |
| -------------------- | -------------------- | ----------------------------------------------------------- | -------------------- | ------------------------------------------------------- | -------------------------------------- |
|                      |                      | Movimiento Creemos Colombia Lema: El Presidente de la Gente |                      | Federico Gutiérrez (47 años) Ingeniero Civil y Político | - Alcalde de Medellín (2016-2020)      |
|                      |                      | País de Oportunidades Lema: El de la Gorrita: Sí Se Puede   |                      | Alejandro Char (55 años) Ingeniero Civil y Político     | - Alcalde de Barranquilla (2016-2020)  |
|                      |                      | Partido Conservador Lema: De Frente y Sin Miedo             |                      | David Barguil (40 años) Financista e Internacionalista  | - Senador de la República (2018-2022)  |
|                      |                      | Partido MIRA Lema: Con Identidad y Convicción               |                      | Aydeé Lizarazo (57 años) Administradora y Abogada       | - Senadora de la República (2018-2022) |
|                      |                      | Partido de la U Lema: Otros Hablan, Peñalosa Hace           |                      | Enrique Peñalosa (67 años) Político y Economista        | - Alcalde Mayor de Bogotá (2016-2020)  |

## Resultados

### Consulta popular interpartidista del Equipo por Colombia de 2022
- Consulta popular interpartidista del Equipo por Colombia, para nominar al candidato presidencial para las elecciones presidenciales de Colombia de 2022.

|  | 54.18 % |

|  | 17.72 % |

|  | 15.78 % |

|  | 6.50 % |

|  | 5.80 % |

La coalición apoya a la fórmula Federico Gutiérrez y Rodrigo Lara para la Presidencia y Vicepresidencia de Colombia en las  elecciones de 2022.

### Elecciones legislativas
|  | 25.48 % |

|  | 22.86 % |

### Elecciones presidenciales
| Año  | Fórmula            | Fórmula        | Primera vuelta | Primera vuelta | Primera vuelta   | Segunda vuelta | Segunda vuelta | Segunda vuelta | Resultado |
| Año  | Presidente         | Vicepresidente | CI             | Votos          | %                | CI             | Votos          | %              | Resultado |
| ---- | ------------------ | -------------- | -------------- | -------------- | ---------------- | -------------- | -------------- | -------------- | --------- |
| 2022 | Federico Gutiérrez | Rodrigo Lara   | 3.º            | 5,069,448      | \| \| 23.94 % \| |                |                |                | No Electo |
|      | 23.94 %            |                |                |                |                  |                |                |                |           |